# 노가미 히사시
노가미 히사시(野上恒, 1971년 ~ )는 닌텐도를 위해 일하는 일본의 비디오 게임 디자이너, 감독, 제작자이다. 《동물의 숲》과 《스플래툰》 시리즈의 총괄 제작자로서 유명하다.

## 작품
| 릴리스 | 게임                                     | 역할                     |
| ------ | ---------------------------------------- | ------------------------ |
| 1995   | 슈퍼 마리오 요시 아일랜드                | 캐릭터 디자인            |
| 1995   | BS 젤다의 전설                           | 디자이너                 |
| 1996   | 테트리스 어택                            | 고문                     |
| 1996   | 마리오 카트 64                           | CG 캐릭터 디자인         |
| 1997   | 요시 스토리                              | CG 디자인                |
| 1998   | 반조 카주이                              | Word swooping            |
| 2000   | 마리오 아티스트: 탤런트 스튜디오         | 고문                     |
| 2001   | 대난투 스매시브라더스 DX                 | Special thanks           |
| 2001   | 동물의 숲+                               | 감독                     |
| 2002   | 슈퍼 마리오 요시 아일랜드                | 맵 지원                  |
| 2003   | 동물의 숲 e+                             | 감독                     |
| 2004   | 요시 토시 터비                           | 슈퍼바이저               |
| 2005   | 요시 터치 & 고                           | Special thanks           |
| 2005   | 놀러오세요 동물의 숲                     | 감독                     |
| 2006   | 요시 아일랜드 DS                         | 슈퍼바이저               |
| 2006   | Wii 채널                                 | 감독                     |
| 2006   | Wii 스포츠                               | Mii 지원                 |
| 2006   | 처음 만나는 Wii                          | Mii 지원                 |
| 2006   | 춤춰라 메이드 인 와리오                  | Special thanks           |
| 2008   | 대난투 스매시브라더스 X                  | 슈퍼바이저               |
| 2008   | Wii Music                                | Special thanks           |
| 2008   | 퍼스널 트레이너: 워킹                    | Mii 지원                 |
| 2008   | 타운으로 놀러가요 동물의 숲              | 감독                     |
| 2009   | 토모다치 컬렉션                          | Mii 지원                 |
| 2012   | 튀어나와요 동물의 숲                     | Special thanks           |
| 2012   | 와라와라 플라자                          | 감독                     |
| 2013   | 친구모아 아파트                          | Mii 지원                 |
| 2014   | 슈퍼 스매시브라더스 for 닌텐도 3DS/Wii U | 슈퍼바이저               |
| 2015   | 스플래툰                                 | 제작자                   |
| 2015   | 동물의 숲: 해피 홈 디자이너              | 제작자                   |
| 2015   | 동물의 숲: 아미보 페스티벌               | 제작자                   |
| 2016   | 튀어나와요 동물의 숲                     | 제작자                   |
| 2017   | 스플래툰 2                               | 제작자                   |
| 2017   | 동물의 숲 포켓 캠프                      | 슈퍼바이저               |
| 2018   | 슈퍼 스매시브라더스 얼티밋               | 오리지널 게임 슈퍼바이저 |
| 2020   | 모여봐요 동물의 숲                       | 제작자                   |
| 2022   | 스플래툰 3                               | 제작자                   |